# Candia (Schiff, 1788)
Candia war der Name eines Schiffs der Niederländischen Ostindien-Kompanie (Niederländisch: Vereenigde Oost-Indische Compagnie; VOC), das 1790 nur ein einziges Mal nach Ostindien reiste und danach nicht mehr in die Niederlande zurückkehrte.

## Konstruktion
Die Candia war ein Ostindienfahrer, der 1788 für die Rotterdamer Kammer der Niederländischen Ostindien-Kompanie in den Rotterdamer Werften als 1150-Tonnen-Schiff mit einer Länge von etwa 45 Metern gebaut wurde.

## Geschichte
Am 26. Oktober 1790 brach die Candia von der Insel Goeree unter dem Kommando von Kapitän Dirk Dirksz Varkevisser (1758–1805), der zuvor 1786 und 1787 das VOC-Schiff Middelwijk befehligt hatte, nach Batavia auf. Bei der Abreise waren 186 Personen an Bord. Die Candia traf am 13. Februar 1791 in Kapstadt ein, und 20 Personen gingen an Land. Auf der Seereise waren drei Personen verstorben. Am 23. März 1791 stach die Candia erneut in See und kam am 15. Juni 1791 in Batavia an, wo sie 1796 verkauft und zur Materialgewinnung abgewrackt wurde.

## Zeitgenössische Darstellung
Der niederländische Künstler Gerrit Groenewegen (1754–1826) schuf im Jahre 1789 eine Darstellung der Candia in Gewässern vor Rotterdam. Der Stich gibt ein gutes Beispiel für das Erscheinungsbild eines damaligen niederländischen Spiegelretourschiffs.